# Chauvinismo
Chauvinismo ou chovinismo (do francês chauvinisme) é o termo dado a todo tipo de opinião exacerbada, tendenciosa ou agressiva em favor de um país, grupo ou ideia. Associados ao chauvinismo, frequentemente identificam-se expressões de rejeição radical a contrários, desprezo às minorias, entusiasmo excessivo pelo que é nacional e menosprezo sistemático pelo que é estrangeiro.

## Etimologia
O termo deriva do nome de Nicolas Chauvin, um soldado do Primeiro Império Francês que, sob o comando de Napoleão Bonaparte, demonstrou grande patriotismo tendo sido ferido dez vezes em combate, mas sempre retornando aos campos de batalha. Sua história verdadeira misturou-se à lenda de uma forma inseparável.
Chauvin lutou em diversas campanhas e ficou severamente mutilado por ter sido ferido 17 vezes em combate. Por sua bravura, o nome de Chauvin, que foi condecorado pessoalmente por Napoleão, era visto como um símbolo do soldado francês valoroso. No entanto, à medida que várias peças do teatro cômico e de vaudeville começaram a ridicularizar o personagem, apresentando-o como ingênuo e fanático, o termo foi adquirindo o valor negativo que tem hoje.
Modernamente, o chauvinismo está associado ao sentimento ultranacionalista de certos grupos, que os leva a odiar as minorias e a perseguir estrangeiros. O Women's Liberartion Moviment (WLM), movimento de emancipação feminina da década de 70, imortalizou sua crítica aos machistas ao denominá-los de "porcos chauvinistas".

## Análise
O chauvinismo resulta de uma argumentação falsa ou não lógica, uma falácia ao olhar para outras culturas. Em retórica, consubstancia-se em alguns dos argumentos falsos chamados ad hominem que servem para persuadir com sentimentos em vez de razão quem reage mais àqueles que a estes. A prática nasceu fundamentalmente com a crença do romantismo nos "caracteres nacionais" ("Volksgeist", Espírito do Povo, em alemão).
A principal característica do chauvinismo é a intenção permanente de mostrar que a própria nação é a melhor. Essa noção perdura e prevalece sobre todas as coisas, tornando todo o resto irrelevante.
O chauvinismo pode gerar comportamentos irracionais que resultam em atitudes extremas e radicais, como exclusão social e individual de acordo com a raça (discriminação racial), xenofobia e outros ressentimentos evidenciados na rejeição de outros, vistos como uma ameaça à sua nação.

## Chauvinismo de bem-estar social
O chauvinismo de bem-estar social é um termo usado para descrever a noção política de que os benefícios do Estado de bem-estar social devem ser restritos a certos grupos, particularmente aos nativos de um país em oposição aos imigrantes. Geralmente, é utilizada como argumento por políticos/partidos que alegam que problemas do Estado de bem-estar podem estar ligados à imigração, ou mesmo a grupos sociais como beneficiários da seguridade social e desempregados. Na descrição da sociedade e dos problemas do Estado de bem-estar social, chauvinistas do bem-estar usam uma linha de argumentação baseada na divisão dos cidadãos em dois grupos: "nutritivos" (composto por aqueles que fazem parte do bem-estar da sociedade e da prosperidade do país) e "debilitantes" (formado por aqueles vistos como extenuantes, que promovem ou utilizam o bem-estar sem agregar qualquer valor à sociedade).
O termo foi usado pela primeira vez nas ciências sociais no artigo de 1990 "Structural Changes and New Cleavages: the Progress Parties in Denmark and Norway", de Jørgen Goul Andersen e Tor Bjørklund.
De acordo com os chauvinistas do bem-estar social, a seguridade social do estado de bem-estar é voltada para aqueles que eles acreditam pertencer à comunidade. Pelos seus padrões, as filiações à sociedade são baseadas em aspectos que a tornam culturalmente homogênea. O grupo debilitante (principalmente imigrantes) é considerado fora da sociedade e um injusto usuário do sistema de bem-estar social. Em essência, os chauvinistas do bem-estar consideram a imigração como um dreno dos escassos recursos da sociedade. Eles acreditam que esses recursos devem ser usados para a população nativa, preferencialmente crianças e idosos.
O mesmo princípio é transferido para o mercado de trabalho, onde a competição por empregos pode gerar conflito entre imigrantes e a população nativa. Em tempos de alto desemprego, essa retórica amplifica a legitimidade do chauvinismo de bem-estar social e de outros argumentos xenofóbicos.